# Ocypus fulvipennis
Ocypus fulvipennis är en skalbaggsart som beskrevs av Wilhelm Ferdinand Erichson 1840. Ocypus fulvipennis ingår i släktet Ocypus, och familjen kortvingar. Arten har ej påträffats i Sverige.